# JeuxActu
 (février 2011).
Si vous disposez d'ouvrages ou d'articles de référence ou si vous connaissez des sites web de qualité traitant du thème abordé ici, merci de compléter l'article en donnant les références utiles à sa vérifiabilité et en les liant à la section « Notes et références ».
JeuxActu (stylisée en JEUXACTU depuis 2009) est un site web traitant du jeu vidéo créé le 11 mai 2004.
Il s'agit d'un site d'actualité classique (news, previews, tests, reportages, unboxing, tests vidéo), mais se démarque par son approche plus décalée.
C'est aussi le premier site de jeux vidéo à lancer une Web TV (janvier 2006).
Ce site est la propriété de la société Mixicom, rachetée en septembre 2016 par le groupe Webedia. 

## JeuxActu TV (JATV)
Créée en janvier 2006 et associée au site JeuxActu, JeuxActu TV a été la première web-télé consacrée à l'univers du jeu vidéo en France[réf. nécessaire].

### Émissions
- STAR SELECT : des peoples, chanteurs, sportifs, acteurs/actrices/réalisateurs viennent donner leurs avis sur un jeu vidéo dans les conditions du direct.
- Marcus a dit : Marcus y fait une critique sur un évènement lié au monde du jeu vidéo.
- Paroles de geek : micro-trottoir où des joueurs donnent leurs avis sur le marché et les dernière sorties de jeux.

### Émission Hebdomadaire
JeuxActu TV a la particularité de présenter chaque semaine son programme dans un lieu atypique. Animée par Garance Thenault (désormais comédienne) et Anaïs Baydemir (animatrice télé sur France 2), elles font découvrir les lieux atypiques et célèbres de la ville de Paris.

### Droits de diffusion
En mai 2009, JeuxActu a dévoilé avoir signé un partenariat avec AB Groupe pour la diffusion de son émission hebdomadaire consacré au jeu vidéo sur les chaînes NT1 et Mangas. Le 22 octobre 2010, le site a annoncé que son émission serait également diffusée sur RTL9 et AB1, deux chaînes appartenant au groupe AB, à l'instar de NT1 et Mangas.

## Controverses
En 2007, le site est accusé par Gamerama de s'être compromis en changeant la note du test du jeu vidéo TimeShift de 9/20 à 16/20,.
En France, le site est souvent cité sur les supports publicitaires avec des phrases semblant provenir de ses contenus publiés, mais une enquête d'Arrêt sur images a constaté que ces textes étaient souvent introuvables sur le site. L'enquête s'interroge sur la porosité entre la partie éditoriale du site et sa régie publicitaire ainsi que les problèmes éthiques que cela engendre.